# Shaka
Shaka kaSenzangakhona (1787—24 Tháng 9, 1828), còn được gọi là Shaka Zulu (tiếng Zulu: [ʃaːɠa]), là một trong những vị vua có ảnh hưởng nhất của Vương quốc Zulu.
Ông được coi là có công thống nhất nhiều bộ tộc Nguni phía Bắc, đặc biệt là Mthethwa Paramountcy và Ndwandwe vào vương quốc Zulu. Đây là sự khởi đầu của một quốc gia thống trị trên các phần của miền nam châu Phi giữa các con sông Phongolo và Mzimkhulu. Địa vị và sức mạnh đáng nể của ông đã đưa ông trở thành một trong những vị vua Zulu nổi bật nhất. Ông được coi là một thiên tài quân sự vì các cải cách và đổi mới của mình, và bị lên án vì sự tàn bạo. Các sử gia khác tranh luận về vai trò của Shaka như một người thống nhất các bộ tộc, hay là một kẻ cướp ngôi của đặc quyền cha truyền con nối kiểu Zulu truyền thống. Họ còn tranh cãi về khái niệm nhà nước Zulu là một thể chế độc đáo, tách rời khỏi nền văn hóa địa phương và các hệ thống trước đây được người tiền nhiệm của ông,Dingiswayo, xây dựng. Các nghiên cứu vẫn còn tiếp tục tập trung vào cá tính và phương pháp chiến đấu của vị vua chiến binh Zulu này, với triều đại vẫn còn ảnh hưởng rất nhiều đến nền văn hóa Nam Phi hiện nay.